# Sittasomus griseus
Sittasomus griseus, "västlig gråhuvad trädklättrare", är en fågelart i familjen ugnfåglar inom ordningen tättingar.

## Utbredning och systematik
Fågeln delas in i sju underarter med följande utbredning:
- S. g. jaliscensis – Mexiko (i väster från södra Nayarit och i öster från östra San Luis Potosí och sydvästra Tamaulipas, söderut till Tehuantepecnäset)
- S. g. sylvioides – södra Mexiko (Veracruz, centrala Tabasco, Oaxaca och Chiapas) söderut utmed båda sluttningarna genom Centralamerika till nordvästra Colombia (norra Córdoba, norra Bolívar)
- S. g. gracileus  – sydöstra Mexiko (Yucatánhalvön söderut till östra Tabasco, södra Campeche och södra Quintana Roo) samt närliggande norra Guatemala (Petén) och norra Belize
- S. g. perijanus – nordöstra Colombia (nordvästra Magdalena, västra Guajira) och nordvästligate Venezuela (Sierra de Perijá)
- S. g. tachirensis – norra Colombia (södra Bolívar, Santander) och västra Venezuela (sydvästra Táchira)
- S. g. griseus – östra Anderna och kustbergen i norra Venezuela (södra och västra Lara söderut till Mérida och sydvästra Barinas, samt centrala och sydöstra Falcón österut till Sucre och norra  Monagas); dessutom Tobago
- S. g. aequatorialis – Sydamerikas Stillahavskust från västra Ecuador (söderut från västra Esmeraldas) söderut till nordvästligaste Peru (Tumbes)

Den betraktas oftast som underart till gråhuvad trädklättrare (Sittasomus griseicapillus) men urskiljs sedan 2016 som egen art av Birdlife International och IUCN.

## Status
Den kategoriseras av IUCN som livskraftig.